# Venus and Mars
Venus and Mars (deutsch „Venus und Mars“) ist das vierte Studioalbum der Gruppe Wings. Gleichzeitig ist es das sechste Album von Paul McCartney nach der Auflösung der Band The Beatles. Es wurde am 27. Mai 1975 in den USA und am 30. Mai 1975 in Großbritannien veröffentlicht und hatte bereits vor seiner Auslieferung Gold- und Platin-Status erreicht. Zugleich ist Venus and Mars ein auf dem Album und als Single-Auskopplung veröffentlichter Song der Band.

## Entstehung

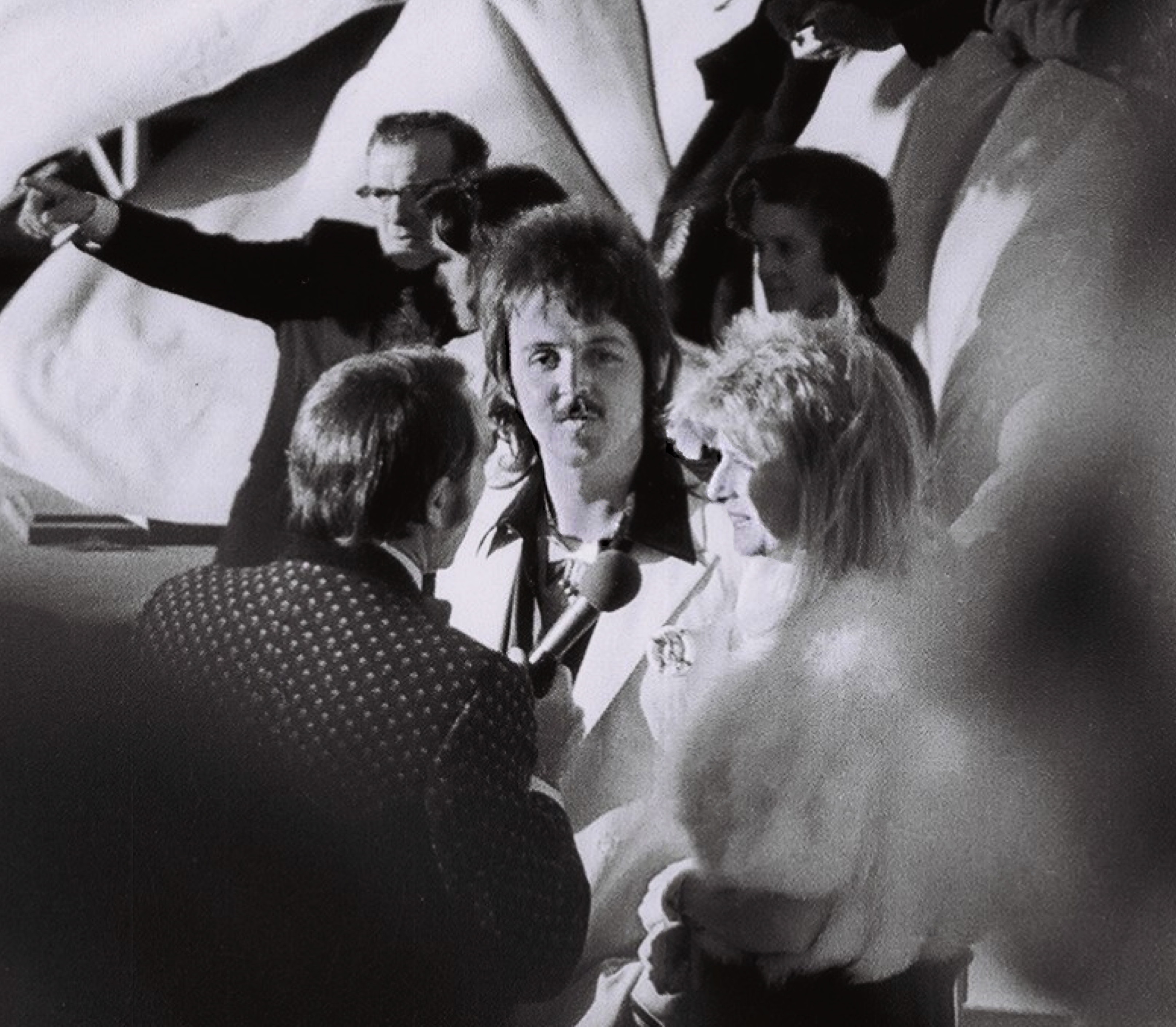
Paul McCartney, 1974

Nach dem bei Publikum und Kritik erfolgreichen Album Band on the Run hatte sich die Gruppe Wings um zwei Bandmitglieder vergrößert: Im Mai 1974 kamen Schlagzeuger Geoff Britton und Gitarrist Jimmy McCulloch fest zur Band dazu. Er hatte bereits seit November 1973 sporadisch mit den Wings geprobt.
Zwischen Januar und Februar 1974 wurde das Mike-McGear-Album McGear mit Unterstützung von den Wings (Paul und Linda McCartney, Denny Laine und Jimmy McCulloch, der noch nicht offizielles Mitglied der Wings war) aufgenommen.
Während der Aufnahmen zum Harry-Niilsson-Album Pussy Cats kam es zur einzigen bekannten musikalischen Zusammenarbeit mit John Lennon nach der Trennung der Beatles. Paul McCartney, der mit seiner Ehefrau Linda kurzzeitig John Lennon in Los Angeles besuchte, wurde von Lennon zu einer ganztägigen Jamsession eingeladen, der unter anderem auch Stevie Wonder beiwohnte. Bei den Aufnahmen sang John Lennon die Hauptstimme und spielte Gitarre. Paul McCartney sang dazu die Nebenstimme und spielte Schlagzeug. Die Aufnahmen fanden am 28. März 1974 in den Burbank Studios statt und wurden nur auf Bootlegs veröffentlicht. Eine von John Lennon angedachte weitere musikalische Zusammenarbeit im Februar 1975 mit Paul McCartney für sein neues Album Venus and Mars wurde nicht mehr realisiert.
Am 6. Juni 1974 flogen die Wings nach Nashville, Tennessee in die USA. In den Sound Shop Studios in Nashville wurden zwischen Juni und Juli 1974 neben Junior’s Farm und Sally G, die im Oktober 1974 als Single herauskamen, die Lieder Send Me the Heart (eine Laine/McCartney-Komposition, die im Dezember 1980 auf dem Denny Laine-Album Japanese Tears veröffentlicht wurde) und Walking in the Park with Eloise, ein vom Vater von Paul McCartney komponiertes Instrumentalstück, das im Oktober 1974 unter dem Pseudonym Country Hams als Single veröffentlicht wurde, aufgenommen. Weiterhin wurden die Stücke Bridge on the River Suite (während der Red-Rose-Speedway-Sessions aufgenommen und als B-Seite von Walking in the Park with Eloise veröffentlicht) und Hey Diddle (während der Ram-Sessions aufgenommen) überarbeitet, das allerdings erst im Oktober 2014 veröffentlicht wurde.
Im August 1974 begaben sich die Wings in die Londoner Abbey Road Studios, wo sie den Film One Hand Clapping drehten, der sie bei Proben zeigt. Verschiedene aufgenommene Lieder, wie Suicide, I’ll Give You a Ring wurden in späteren Jahren, in anderen Versionen, veröffentlicht; andere Titel, wie One Hand Clapping und All of You wurden von den Wings/Paul McCartney bisher nicht veröffentlicht. Der Film erschien auf einer DVD im Mai 2010 als Beilage zur Wiederveröffentlichung des Albums Band on the Run in der Deluxe-Version.

Replika des Albumcoverdesign

Im Oktober 2014 wurden auf der Bonus-CD von Venus and Mars die Demoaufnahmen von Let’s Love, das am 28. August 1974 von Paul McCartney in den Abbey Road Studios aufgenommen und im Jahr 1974 durch Peggy Lee veröffentlicht wurde, sowie 4th of July veröffentlicht. Es ist nicht datierbar, wann die Aufnahme zu 4th of July entstanden ist, John Christie veröffentlichte das Lied im Jahr 1974 als Single. Ende des Jahres 1974 wurden von den Wings noch die beiden Instrumentaltitel Tomorrow und Proud Mum aufgenommen, die bisher unveröffentlicht blieben.
Erste Arbeiten am neuen Album fanden im November 1974 in London in den Abbey Road Studios statt, wo die Lieder Love in Song, Letting Go und Medicine Jar aufgenommen wurden. Weiterhin wurde eine frühe Version von Rock Show eingespielt, die erst im Oktober 2014 veröffentlicht wurde.
Im Dezember 1974 flog Paul McCartney mit seiner Familie nach New York und machte anschließend Urlaub auf Jamaika, wo Paul McCartney weitere Lieder für das Album komponierte und die letzten Details für das Album festlegte.
Dann arbeiteten die Wings schließlich von Januar bis Februar 1975 in New Orleans in dem Sea-Saint Recording Studio an Venus and Mars, wo die Lieder Venus and Mars, Rock Show (Neuaufnahme), You Gave Me the Answer, Magneto and Titanum Man, Spirits of Ancient Egypt, Call Me Back Again, Listen to What the Man Said, Treat Her Gently / Lonely Old People und Crossroads entstanden.
Während der Aufnahmen in New Orleans kam es zwischen der Gruppe und Schlagzeuger Geoff Britton zum Bruch und Britton reiste nach England zurück. Hauptursache war die andauernde Disharmonie zwischen ihm und Jimmy McCulloch und Denny Laine. Geoff Britton sagte zu seiner Bandmitgliedschaft: „Es ist eine lustige Band, Wings. Aus der Sicht eines Musikers ist es ein Privileg, das zu tun. Aus beruflicher Sicht ist es Wahnsinn! Egal wie gut du bist, du stehst immer im Schatten von Paul.“
Geoff Britton wurde für die weiteren Aufnahmen von dem US-Amerikaner Joe English ersetzt, der schließlich festes Mitglied der Gruppe wurde. Aufnahmen von Geoff Britton, die er in New Orleans tätigte wurden von Joe English neu eingespielt. Die Arbeit am Album war Ende April 1975 beendet, wobei die Abmischung und weitere Overdub-Aufnahmen der Lieder vom 26. Februar bis Mitte März 1975 in den Wally Heider Studios in Los Angeles stattfanden. Eine Party, anlässlich der Fertigstellung des Albums, fand am 24. März an Bord des Ozeandampfers Queen Mary in Long Beach, Kalifornien, statt. Zu den 200 Gästen gehörten George Harrison, Bob Dylan, Joni Mitchell, Carole King, Marvin Gaye, The Faces, Phil Everly, The Jackson Five, Dean Martin, Tony Curtis, Cher, Derek Taylor und Mal Evans. Es war das erste Mal, dass Paul McCartney und Harrison seit der Trennung der Beatles in der Öffentlichkeit gesehen wurden.
Während der Aufnahmen zu Venus and Mars in New Orleans wurden nachweislich noch drei weitere Lieder aufgenommen; der Instrumentaltitel Lunch Box / Odd Sox, der im April 1980 als B-Seite der Single Coming Up veröffentlicht wurde, sowie das Lied My Carnival, das im November 1985 als B-Seite der Single Spies Like Us erschien. Beide Lieder wurden als Bonustitel der remasterten CD-Wiederveröffentlichung hinzugefügt. Das von Linda McCartney komponierte und gesungene Lied New Orleans wurde erst im Oktober 1998 offiziell auf dem Linda-McCartney-Album Wide Prairie veröffentlicht.
Venus and Mars wurde in den USA am 27. Mai 1975 mit einem Capitol-Label im Stil der 1950er Jahre auf der Vinyl-Langspielplatte veröffentlicht, ein Design, das ausschließlich für McCartneys Veröffentlichungen verwendet wurde. Das Album wurde das vierte Nummer-eins-Album für Paul McCartney in den USA und das dritte in Großbritannien.
In den USA wurde zusätzlich noch eine quadrofonische Abmischung auf 8-Spur-Kassetten vertrieben, diese Abmischung weist deutliche klangliche Unterschiede auf, genauso wie die im Mai 1996 veröffentlichte DTS-CD im 5.1-Mix. Bei diesen Veröffentlichungen wurden die Lieder Medicine Jar und You Gave Me the Answer miteinander vertauscht.
Vom 6. September bis zum 23. September 1975 gingen die Wings auf Tournee in Großbritannien und gaben 14 Konzerte; gefolgt von einer Australien-Tournee vom 1. November bis zum 14. November 1975 mit neun Konzerten.

## Covergestaltung
Das Cover des Albums zeigt zwei Billardkugeln auf blauem Grund; die Fotografie stammt von Linda McCartney. Das Cover entwarfen die Agentur Hipgnosis und George Hardie. Das Aufklappcover zeigt innen ein Bild der Wüste von North Carolina, das von Aubrey Powell aufgenommen wurde. Das hintere Cover enthält die Liedtexte. Das Album hatte auch eine bedruckte Innenhülle und ihm wurden auch zwei Poster und zwei Aufkleber beigelegt.

## Titelliste
Alle Lieder wurden von Paul und Linda McCartney geschrieben, außer Medicine Jar, das von Colin Allen und Jimmy McCulloch geschrieben wurde, wobei McCulloch das Lied auch sang. Crossroads Theme stammt von Tony Hatch. Spirits of Ancient Egypt (Urheber: Paul McCartney und Linda McCartney) wurde von Denny Laine gesungen.
Seite 1
1. Venus and Mars – 1:20
2. Rock Show – 5:31
3. Love in Song – 3:04
4. You Gave Me the Answer – 2:15
5. Magneto and Titanium Man – 3:16
6. Letting Go – 4:33

Seite 2
1. Venus and Mars–Reprise – 2:05
2. Spirits of Ancient Egypt – 3:04
3. Medicine Jar – 3:37
4. Call Me Back Again – 4:58
5. Listen to What the Man Said – 4:01
6. Treat Her Gently/Lonely Old People – 4:21
7. Crossroads Theme – 1:00

## Informationen zu einzelnen Liedern
- Die um 1974 geschriebene Komposition Paul McCartneys Magneto and Titanium Man (benannt nach Magneto, dem Erzrivalen der X-Men, und Titanium Man, einem der Gegner von Iron Man), in der als weiterer Schurke auch Crimson Dynamo (sowjetisches Pendant des Iron Man) auftaucht,[12] wurde von Abenteuerserien aus dem Marvel-Comicbereich inspiriert. Der Song findet sich auch auf der B-Seite der Single Venus and Mars, deren Hülle auch Crimson Dynamo zeigt.
- Die Idee zur Komposition des surrealistischen Liebeslieds Spirits of Ancient Egypt stammt von dem 1973 in London erschienenen Buch The Secrets of the Great Pyramid von Peter Tompkins über ägyptische Mythologie, das Paul McCartney im Sommer 1974 während eines 6-wöchigen Aufenthalts mit Linda McCartney auf einer von ihnen gemieteten Farm in der Nähe von Nashville von Chet Atkins, mit dem und dessen Frau sie sich zu dieser Zeit angefreundet haben und die sie zum Essen eingeladen haben, geschenkt bekommen hat.[13]
- Das Lied Medicine Jar warnt vor Drogen, der Sänger und Mitkomponist Jimmy McCulloch starb am 27. September 1979 an den Folgen seines Drogenkonsums.
- Crossroads Theme stammt von Tony Hatch und ist die Erkennungsmelodie der britischen Fernsehserie Crossroads.

## Wiederveröffentlichungen

### Wiederveröffentlichungen bis 2007
- In den USA erschien das Album im Februar 1984 bei der Tonträgergesellschaft Columbia Records auf CD ohne Bonuslieder.[14]
- Am 19. Oktober 1987 wurde das Album in Europa erstmals auf CD mit drei Bonusliedern veröffentlicht. Der CD liegt ein 12-seitiges bebildertes Begleitheft bei, das die Liedtexte beinhaltet. Im Begleitheft wird ausgeführt, dass das Album digital remastert wurde.[15]

1. Zoo Gang – 2:01
2. Lunch Box/Odd Sox – 3:50
3. My Carnival – 3:57

- Am 7. Juni 1993[16] wurde die CD in einer von Peter Mew remasterten Version mit denselben drei Bonusliedern veröffentlicht. Der CD liegt ein zwölfseitiges bebildertes Begleitheft bei, das Information zum Album und die Liedtexte enthält.[17]
- Das Album erschien im Oktober 1995 von Steve Hoffmann erneut remastert in der DCC Compact Classics Edition als 24-Karat vergoldete CD. Der CD liegt ein 14-seitiges bebildertes Begleitheft bei, das Information zum Album und die Liedtexte enthält. Die CD-Plastikhülle befindet sich wiederum in einer Papphülle, die noch ein Nachdruck des originalen Posters des Albums im Miniformat enthält.[18]
- Im Mai 1996 wurde die CD in einer DTS 5.1-Mix-Version in den USA veröffentlicht. Die Abmischung wurde von Geoff Emerick und Alan O’Duffy sowie Peter Mew vorgenommen. Der CD liegt ein zwölfseitiges bebildertes Begleitheft bei, das Information zum Album und die Liedtexte enthält. Die Titelreihenfolge wurde wie folgt abgeändert:[19]

1. Venus and Mars
2. Rock Show
3. Letting Go
4. You Gave Me the Answer
5. Love in Song
6. Magneto and Titanium Man
7. Venus and Mars (Reprise)
8. Spirits of Ancient Egypt
9. Call Me Back Again
10. Crossroads Theme
11. Medicine Jar
12. Listen to What the Man Said
13. Treat Her Gently/Lonely Old People

- Im Mai 2007 wurde das Album im Download-Format veröffentlicht, bei iTunes war anfänglich zusätzlich, neben den drei Bonusliedern, folgendes Lied erhältlich:[20]
  - My Carnival (12″ Party Mix) – 6:02

### Archive Collection
- Am 31. Oktober 2014 (Standard Edition) und am 7. November 2014 (Deluxe Edition) wurde Venus and Mars, zum dritten Mal remastert, von dem Musiklabel Hear Music/Concord Music Group als Teil der Paul McCartney Archive Collection veröffentlicht. Das Remastering erfolgte in den Abbey Road Studios. Das CD-Album hat ein aufklappbares Pappcover, dem ein 18-seitiges bebildertes Begleitheft beigegelegt ist, das Informationen zum Album und die Liedtexte beinhaltet. Das Design stammt von der Firma YES. Das Album erschien in verschiedenen Formaten:
  - Standard Edition
Das originale 13-Track-Album mit einer Bonus-CD, die folgende Lieder erhält:[21]

1. Junior’s Farm – 4:24
Single-A-Seite
2. Sally G – 3:41
Single-B-Seite
3. Walking in the Park with Eloise – 3:09
von den Nashville-Sessions Juli 1974
4. Bridge on the River Suite – 3:11
das Lied wurde während der Nashville-Sessions im Juli 1974 überarbeitet – ursprünglich wurde es während der Ram-Sessions aufgenommen
5. My Carnival – 4:00
von den Venus-and-Mars-Sessions
6. Going to New Orleans (My Carnival) – 2:07
Wings-Demo
7. Hey Diddle [Ernie Winfrey Mix] – 3:51
das Lied wurde während der Nashville-Sessions im Juli 1974 überarbeitet – ursprünglich wurde es während der Ram-Sessions aufgenommen
8. Let’s Love – 2:05
Paul McCartney-Demo
9. Soily [from One Hand Clapping] – 3:57
10. Baby Face [from One Hand Clapping] – 1:42
11. Lunch Box/Odd Sox – 3:55
von den Venus-and-Mars-Sessions
12. 4th Of July – 3:49
Paul McCartney-Demo
13. Rock Show [Old Version] – 7:09
von den Venus-and-Mars-Sessions
14. Letting Go [Single Edit] – 3:36
von den Venus-and-Mars-Sessions

- - Das Album wurde ebenfalls als 180 Gramm Vinyl-Version als Doppel-LP (neu remastert) inklusive der 14 Bonustitel veröffentlicht. Das Album enthält wie die Originalpressung aus dem Jahr 1975 zwei Poster und zwei Aufkleber, sowie noch einen Download-Code für das Album mit den Bonus-Titeln, weiterhin enthält die LP einen Code zum Download des Albums mit den Bonus-Titeln.[22]

| Seite 1 1. Venus and Mars 2. Rock Show 3. Love in Song 4. You Gave Me the Answer 5. Magneto and Titanium Man 6. Letting Go | Seite 2 1. Venus and Mars (Reprise) 2. Spirits of Ancient Egypt 3. Medicine Jar 4. Call Me Back Again 5. Listen to What the Man Said 6. Treat Her Gently/Lonely Old People 7. Crossroads Theme |

| Seite 3 1. Junior’s Farm 2. Sally G 3. Walking in the Park with Eloise 4. Bridge on the River Suite 5. My Carnival 6. Going to New Orleans (My Carnival) 7. Hey Diddle [Ernie Winfrey Mix] | Seite 4 1. Let’s Love 2. Soily [from One Hand Clapping] 3. Baby Face [from One Hand Clapping] 4. Lunch Box/Odd Sox 5. 4th Of July 6. Rock Show [Old Version] 7. Letting Go [Single Edit] |

- Deluxe Edition
Das originale 13-Track-Album mit der oben erwähnten Bonus-CD, einem 128-seitigen gebundenen Buch mit weiteren Beilagen sowie einer DVD mit folgendem Inhalt:[23]

1. Recording My Carnival – 3:07
2. Bon Voyageur – 8:17
3. Wings at Elstree – 13:03
4. Venus and Mars TV Ad – 1:11

- Im Oktober und November 2014 wurden folgende Gratis-Downloads auf der offiziellen Paul McCartney-Homepage zur Verfügung gestellt, die bisher nicht offiziell erhältlich waren:

1. Letting Go (Extended Version)
2. Love My Baby (from 'One Hand Clapping')
3. Rock Show (New Version)

### Weitere Wiederveröffentlichungen
- Am 17. November 2017 wurde das Vinyl-Album von Capitol Records, auf 180 Gramm rotem/gelbem Vinyl gepresst, veröffentlicht.[24]

### 50-jährige Jubiläumsausgabe
- Am 21. März 2025 anlässlich des 50-jährigen Jubiläums wurde das im Half-Speed-Mastering-Verfahren neu gemasterte Vinylalbum von Capitol Records, auf schwarzem Vinyl, veröffentlicht. Weiterhin ist eine Karte beigefügt, die einen Text von Miles Showell, Mastering-Ingenieur der Abbey Road Studios, enthält. Das Mastering erfolgte am 28. August 2024 in den Abbey Road Studios.[25]
- Am 21. März 2025 wurde das Album Venus and Mars in Dolby Atmos auf Streaming-Plattformen veröffentlicht. Die Abmischung erfolgte von Giles Martin und Steve Orchard.[26]

## Singleauskopplungen

### Listen to What the Man Said
Am 16. Mai 1975 (USA: 26. Mai 1975) erschien die Single Listen to What the Man Said / Love in Song und wurde der vierte Nummer-eins-Hit für Paul McCartney in den USA. Die A- und B-Seiten wurden im Vergleich zu den Album-Versionen gekürzt.
Die Promotionsingle wurde in den USA wie folgt veröffentlicht: auf der A-Seite befindet sich die Monoversion und auf der B-Seite die Stereoversion des Liedes der A-Seite der Kaufsingle.

### Letting Go
Die zweite Singleauskopplung Letting Go / You Gave Me the Answer erfolgte am 5. September 1975 (USA: 29. September 1975). Letting Go wurde am 20. August 1975 von Alan Parsons für die Singleveröffentlichung mit Overdubs überarbeitet und neu abgemischt. Die B-Seite wurde im Vergleich zur Albumversion gekürzt.
Die Promotionsingle wurde in den USA wie folgt veröffentlicht: auf der A-Seite befindet sich die Monoversion und auf der B-Seite die Stereoversion des Liedes der A-Seite der Kaufsingle.

### Venus and Mars/Rock Show
Am 28. November 1975 (USA: 27. Oktober 1975) erschien die dritte Single Venus and Mars/Rock Show (Edit) / Magneto and Titanium Man. Die A-Seite wurde im Vergleich zur Albumversion gekürzt.
Die Promotionsingle wurde in den USA wie folgt veröffentlicht: auf der A-Seite befindet sich die Monoversion und auf der B-Seite die Stereoversion des Liedes der A-Seite der Kaufsingle.
Musikvideos wurden zu den Single-A-Seiten nicht zeitnah veröffentlicht.

### Singles in den Charts
| Jahr | Titel                       | Höchstplatzierung, Gesamtwochen, AuszeichnungChartplatzierungen (Jahr, Titel, , Platzierungen, Wochen, Auszeichnungen, Anmerkungen) | Höchstplatzierung, Gesamtwochen, AuszeichnungChartplatzierungen (Jahr, Titel, , Platzierungen, Wochen, Auszeichnungen, Anmerkungen) | Höchstplatzierung, Gesamtwochen, AuszeichnungChartplatzierungen (Jahr, Titel, , Platzierungen, Wochen, Auszeichnungen, Anmerkungen) | Anmerkungen                            |
| Jahr | Titel                       | DE | UK | US | Anmerkungen                            |
| ---- | --------------------------- | --- | --- | --- | -------------------------------------- |
| 1975 | Listen to What the Man Said | DE42 (1 Wo.)DE | UK6 (8 Wo.)UK | US1 Gold · (14 Wo.)US | Erstveröffentlichung: 23. Mai 1975     |
| 1975 | Letting Go                  | — | UK41 (3 Wo.)UK | US39 (6 Wo.)US | Erstveröffentlichung: August 1975      |
| 1975 | Venus and Mars/Rock Show    | — | — | US12 (9 Wo.)US | Erstveröffentlichung: 27. Oktober 1975 |

## Rezensionen
Die Kritik nannte Venus and Mars einerseits ein „geschliffenes, selbstbewusstes Album“ mit breitem musikalischen Spektrum und einer Vielzahl an musikalischen Einflüssen. Billboard lobte das Album als komplexer als vorangegangene Wings-Alben, auch wenn es immer noch sehr spontan wirke. Alle Lieder würden sich als Single-Auskopplungen eignen.
Paul Nelson verriss das Album 1975 im Rolling Stone und nannte es ein Desaster und den „fröhlichen Enthusiasmus“ besorgniserregend, mit dem McCartney im Album „Banalem Bedeutung zuspricht“. allmusic kritisierte, dass McCartney bei diesem Album nichts Neues wagte; es sei möglich, dass man selbst nach mehrmaligem Hören der Platte die Lieder nicht den Liedern der Titelliste zuordnen könne.

## Kommerzieller Erfolg

### Chartplatzierungen
Venus and Mars avancierte zum Nummer-eins-Album in Neuseeland, Norwegen, den Vereinigten Staaten und dem Vereinigten Königreich. Darüber hinaus erreichte es mit Rang fünf die Top 10 in den Niederlanden.
Die 2014er Wiederveröffentlichung erreichte Platz 49 in den Großbritannien und Platz 31 in den USA. Die 2025er Wiederveröffentlichung erreicht Platz 92 in den deutschen Charts.
| ChartsChartplatzierungen       | Höchstplatzierung | Wochen |
| ------------------------------ | ----------------- | ------ |
| Deutschland (GfK)              | 11 (21 Wo.)       | 21     |
| Vereinigte Staaten (Billboard) | 1 (79 Wo.)        | 79     |
| Vereinigtes Königreich (OCC)   | 1 (30 Wo.)        | 30     |

| ChartsJahrescharts (1975) | Platzierung |
| ------------------------- | ----------- |
| Deutschland (GfK)         | 39          |

### Auszeichnungen für Musikverkäufe
| Land/Region                  | Auszeichnungen für Musikverkäufe (Land/Region, Auszeichnung, Verkäufe) | Verkäufe  |
| ---------------------------- | ---------------------------------------------------------------------- | --------- |
| Kanada (MC)                  | Platin                                                                 | 100.000   |
| Vereinigte Staaten (RIAA)    | Platin                                                                 | 1.000.000 |
| Vereinigtes Königreich (BPI) | Platin                                                                 | 300.000   |
| Insgesamt                    | 3× Platin ·                                                            | 1.400.000 |

Hauptartikel: Paul McCartney/Auszeichnungen für Musikverkäufe